# In den Gärten Pharaos
In den Gärten Pharaos is het tweede album van de Duitse elektronische krautrockgroep Popol Vuh. Het album verscheen in 1971, oorspronkelijk op het platenlabel Pilz. Op dit tweede album maakt Florian Fricke nog uitvoerig gebruik van het moogsynthesizer en experimentele elektronische klanken; vanaf het volgende album zou hij meer akoestische elementen gebruiken.
Het album bestaat uit twee nummers, die elk een volledig zijde van een elpee innamen. Op zijde één staat de titeltrack "In den Gärten Pharaos". Het nummer biedt 20 minuten "kosmische" muziek, met het geluid van kabbelend water, moogsyntesizers en Turkse percussie. De synthesizers zorgen voor een buitenaardse, exotische en massieve klank, terwijl de percussie en de watereffecten die erdoor verweven zijn de luisteraar terug op aarde brengen. De muziek doet wat denken aan het werk van Popol Vuhs landgenoten Tangerine Dream uit die tijd, maar waar die laatste eerder het gevoel van verre planeten en de ruimte oproept, richt Popol Vuh zich meer op een diepere spirituele kant. Het tweede nummer "Vuh" wordt gedomineerd door één massief orgelakkoord, dat als het ware het hele stuk door wordt aangehouden. De muur van klanken moduleert lichtjes, maar blijft in essentie dezelfde klank. Het maakt gebruikt van het brede bereik van het orgel, van het lage gedreun tot de hoge klanken. Repetitieve percussie en verschillende lagen cimbalen versterken het effect en wat synthesizerklanken decoreren bij tijd en wijle de muziek. Het nummer werd gespeeld en opgenomen op een kerkorgel in de Stiftskirche Baumberg (Altenmarkt) in Zuid-Duitsland.

## Tracks
1. "In den Gärten Pharaos" - 17:37
2. "Vuh' - 19:48

Op latere heruitgaven op het label SPV uit 2004 zijn als bonustracks nog "Kha - White Structures 1" en "Kha - White Structures 2" toegevoegd. Beide nummers met improvisatorische moog duren iets meer dan 10 minuten.

## Bezetting
- Florian Fricke: moogsynthesizer, orgel, Fender piano
- Holger Trülzsch: Afrikaanse en Turkse percussie
- Frank Fiedler: moogsynthesizer-mixdown